# Sajó Expressz
A Sajó Expressz vasúti járat Budapest és Kazincbarcika között közlekedik, amelyet a MÁV Személyszállítási Zrt. üzemeltet. Vonatszámuk 154-gyel kezdődik.

## Története
A hétvégi fővárosi gyors kapcsolat megteremtése érdekében, vasárnapi közlekedési rend szerint új közvetlen vonat közlekedését indította el Kazincbarcikáról Budapestre a MÁV–Volán-csoport a 2022. április 3-ai menetrendi módosításaival. Elindulásakor Sajószentpéter, Sajóecseg, Miskolc-Gömöri, Nyékládháza, Gödöllő állomásokon állt meg, menetideje 2 óra 30 perc volt.
A Borsod-Abaúj-Zemplén vármegyei város – sőt egy időben Ózd – és a főváros között régebben is létesített volt az átszállásmentes utazás vasúton, azonban több évtizedig szünetelt a lehetőség, Miskolc nagyobbik pályaudvaráig, a Tiszai pályaudvarig személyvonattal, onnan kötöttpályás járművel volt lehetséges az utazás, körülbelül 3 órás menetidővel. 2022-ben erre ismét alkalom került annak tavaszán, de ekkor még gyorsvonatként közlekedett. Az első menetén a 415 082-es Stadler-szerelvény közlekedett. 
2023. április 2-től a vonat Sajó Expressz néven, expresszvonatként közlekedik, melyre így díjmentes helyjegyet kell váltani. Nyékládházán nem áll meg.
Két évvel később, a MÁV Személyszállítási Zrt. 2025 májusi menetrendi módosításaival az expresszvonat indulása óta várt álom vált valóra, hiszen tanév tartama alatt pénteki napokon ellenkező irányú járatot is indít, Budapestről 17 óra magasságában. Ezzel egyidejűleg a kazincbarcikai ingázó járat már csak az iskolai időszak vasárnapjain indul útnak a fővárosba.

## Útvonala
A vonatjáratok Budapest-Keleti pályaudvarról indulnak, majd Gödöllő érintésével közlekednek Miskolcra, azonban az elsődleges célokat szolgáló Miskolc-Tiszai állomásra nem térnek ki, hanem deltavágányon a Miskolc-Gömöri pályaudvarra haladnak, innen közlekednek Kazincbarcikáig. Útjuk során a 80a–80-as (Budapest–Sátoraljaújhely-vasútvonal) és a 92-es (Miskolc–Bánréve–Ózd-vasútvonal) vasútvonalakat veszik igénybe, Gödöllő és Miskolc között nem állnak meg, Miskolc és Kazincbarcika között pedig csak a forgalmasabb pontokon.

## Közlekedése
A vonatjáratok Budapestről tanítási időszakban péntekente délután; Kazincbarcikáról tanítási időszakban vasárnaponta délután indulnak, menetidejük két és fél óra.

### Járművek
A járművek között kizárólag 2016-ban beszerzett, korszerű, alacsonypadlós, klimatizált Stadler FLIRT típusú motorvonatok szerepelnek.

## Megállóhelyei
| 0 | Budapest-Keleti végállomás | 0 km   | 0   | S60 , S80 , G10 , G60 , G80 , Z60 , IR85 , IR87 , EC, EN, expresszvonat, gyorsvonat, IC, nemzetközi IC, InterRégió, sebesvonat, személyvonat (1, 80) 5, 7, 7E, 8E, 20E, 30, 30A, 107, 108E, 110, 112, 133E, 230 23, 24 73, 76, 78, 79, 80 907, 907A, 908, 908A, 931, 931A, 956, 973, 973A, 990 |
| 1 | Gödöllő                    | 36 km  | 25  | S80 , IR85 , IR87 , expresszvonat, InterRégió, sebesvonat, személyvonat (80) 4A, 9 440, 441, 442, 444, 446, 447, 448 992 1076, 1077, 1078 |
| 2 | Miskolc-Gömöri             | 184 km | 127 | személyvonat (92, 94) 8, 32 |
| 3 | Sajóecseg                  | 194 km | 137 | személyvonat (92, 94) 3703, 3772, 3776, 3777, 3795, 3797 |
| 4 | Sajószentpéter             | 200 km | 145 | személyvonat (92) 4050, 4051 |
| 5 | Kazincbarcika végállomás   | 208 km | 153 | személyvonat (92) 3 4048, 4070, 4075, 4080, 4083 |